# Ammoxenus
Ammoxenus és un gènere d'aranyes araneomorfes de la família dels ammoxènids (Ammoxenidae). Fou descrit per primer cop l'any 1893 per Simon.

## Taxonomia
L'any 2017, el gènere Ammoxenus tenia sis espècies que viuen a Àfrica.:
- Ammoxenus amphalodes Dippenaar & Meyer, 1980
- Ammoxenus coccineus Simon, 1893 (espècie tipus)
- Ammoxenus daedalus Dippenaar & Meyer, 1980
- Ammoxenus kalaharicus Benoit, 1972
- Ammoxenus pentheri Simon, 1896
- Ammoxenus psammodromus Simon, 1910